# Почапівська сільська рада (Золочівський район)
| Почапівська сільська рада — колишній орган місцевого самоврядування у Золочівському районі Львівської області з адміністративним центром у с. Почапи. Історична дата утворення: в 1939 році. Водоймища на території, підпорядкованій даній раді: річка Золочівка. Сільській раді підпорядковані населені пункти: - с. Почапи - с. Жуличі |

## Склад ради
Рада складається з 12 депутатів та голови.

### Керівний склад ради
| ПІБ                           | Основні відомості                                                                                              | Дата обрання | Дата звільнення |
| ----------------------------- | --- | ------------ | --------------- |
| Присяжна Галина Володимирівна | Сільський голова, 1954 року народження, освіта, позапартійна                                                   | 26.03.2006   | 01.02.2010      |
| Купреєв Володимир Андрійович  | Сільський голова, 1958 року народження, освіта, член Всеукраїнського об'єднання «Батьківщина»                  | 20.06.2010   | 31.10.2010      |
| Купреєв Володимир Андрійович  | Сільський голова, 1958 року народження, освіта незакінчена вища, член Всеукраїнського об'єднання «Батьківщина» | 31.10.2010   |                 |

Примітка: таблиця складена за даними джерела